# Свайгде
Свайгде (на старонорвежки: Sveigðir, Sveigder или Swegde) е полулегендарен конунг от династията Инглинги.
След смъртта на баща си Фюлне, Свайгде поел страната. Сага за Инглингите разказва, че той пребродил света, странствал цели пет години, далече от дома си, после се върнал и се оженил за Вана от Ванахайм. Синът им се казвал Ванланде.
След известно време Свайгде подновил странстванията си. Неговата мечта била да открие бог Один. В най-източната част на Швеция се намирало голямо имение, наречено Стайн, където имало огромна скала. Вечерта след залез слънце, когато Свайгде се прибирал от вечеря да си легне в къщата, той погледнал към тази скала и видял до нея да седи едно джудже. Свайгде и свитата му били доста пияни. Те се затичали към скалата. Джуджето, изправено пред една врата изсечена в скалата, повикало Свайгде и го поканило да влезе, ако иска да намери Один. Свайгде скочил вътре в камъка, който в същия миг се затворил след него. Свайгде никога повече не излязъл оттам. А скалдът Тюдолв разказва:
„И пазачът на дома на Дюрне* —
(* Дюрне – пазач на порти; в случая това е името на джуджето, което пазело портата в скалата)
едно лукавичко джудже,
стоящо пред вратата,
измами Свайгде онзи път добре
да влезе във скалата.“
Свайгде бил наследен от сина си Ванланде.